# Lago del Desierto
El lago del Desierto o laguna del Desierto, es un cuerpo de agua ubicado en el departamento Lago Argentino de la provincia de Santa Cruz, Argentina, cerca de la frontera con Chile, accesible desde el sur a través de la RP 41 o desde el norte mediante un sendero de trekking. Este lago rectangular de 10 km de largo y 1 km de ancho se encuentra entre el lago O'Higgins/San Martín y el monte Fitz Roy, con altitudes que varían desde los 250 m s. n. m. hasta los 3406 m s. n. m. Nace en este lago el río de las Vueltas, que desemboca en el lago Viedma. En 2005, se creó la Reserva Provincial Lago del Desierto, que abarca este lago y el área del límite internacional hasta el Parque Nacional Los Glaciares. Desde la localidad chilena de Candelario Mancilla se puede llegar a través del paso internacional Dos Lagunas, caminando a pie por un sendero desde este último.
La historia de la zona se relaciona con la llegada de colonos chilenos desde 1921 los cuales descubren el cuerpo de agua y la posterior exploración del valle circundante. Hubo una disputa territorial entre Chile y Argentina sobre esta área sobre el límite resultante del laudo de 1902, el cual es resultado de diferencias de criterio a la hora de demarcar el límite definido en el tratado de 1881. El conflicto se intensificó en 1965 con la muerte del teniente chileno Hernán Merino el cual fue emboscado por personal de la Gendarmería Nacional Argentina. Sin embargo, en 1994, un tribunal arbitral conformado por jueces latinoamericanos resolvió la disputa a favor de Argentina en una zona de 481 km², y este fallo fue confirmado en 1995 tras la apelación de Chile. A pesar de la resolución, el nombre "Laguna del Desierto" se mantuvo en Chile para referirse al lugar (el cual fue usado por los descubridores del cuerpo de agua), mientras que en Argentina se consolidó como "Lago del Desierto".

## Características geográficas

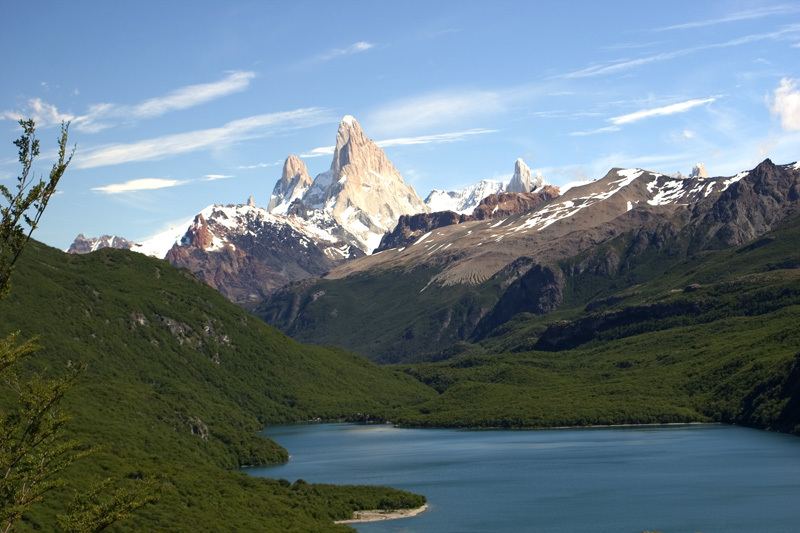
El lago y el cerro Chaltén o monte Fitz Roy.

La zona es un estrecho valle de forma rectangular de 10 km de largo y un promedio de ancho de 1 km, que corre en sentido nornordeste/sursudoeste al oriente del encadenamiento principal de la cordillera de los Andes, entre el lago O'Higgins/San Martín y el monte Fitz Roy o Chaltén a lo largo de 48 km en línea recta entre los dos puntos. La altura mínima en el Hito 62 es de 250 m s. n. m. y la máxima en el monte Fitz Roy es de 3406 m s. n. m.
El valle está enmarcado por dos cordones montañosos, el más occidental recibe el nombre de Vespigniani, el más oriental, de mayor continuidad pero más estrecho y menos elevado, es llamado cordón Martínez de Rozas (al norte) y cordón del Bosque (al sur). En el lago nace el río de las Vueltas, que luego de atravesar la laguna Cóndor desemboca en el lago Viedma.
La ley n.º 2820 sancionada por la Legislatura de Santa Cruz el 10 de noviembre de 2005 creó la reserva provincial Lago del Desierto abarcando el lago y el sector del límite internacional desde el hito n.º 62 hasta el parque nacional Los Glaciares.

## Hidrografía
El cuerpo de agua desagua en el río de las Vueltas y pertenece a la cuenca del río Santa Cruz.

## Historia
A partir de 1921 comenzaron a llegar colonos chilenos en la zona, y dos años después, pobladores y exploradores de esa nacionalidad descubren la laguna del Desierto. El colono chileno Vicente Ovando Vargas descubre el cuerpo de agua e inició el poblamiento en el sector sur del territorio asociado con el escocés Donald Mc Cloud, quien explotó terrenos vecinos a la laguna del Cóndor. El padre Alberto María de Agostini señaló el asentamiento en la ribera norte del chileno Ismael Sepúlveda Rivas (quien bautizó al cuerpo de agua) y su esposa Sara Cárdenas Torres, por la década de 1930. En 1935 el funcionario Héctor Puchi, de la oficina de Tierras de Magallanes, recorrió la zona y entregó título provisorio a Ismael. Los exploradores F. Reichert e Ilse Von Renzel alojaron en casa de la familia Mansilla, en 1932. Chile otorgó otros títulos de propiedad en 1934 y 1937.

## Disputa territorial

En este mapa se muestra la disputa territorial entre ambos países.

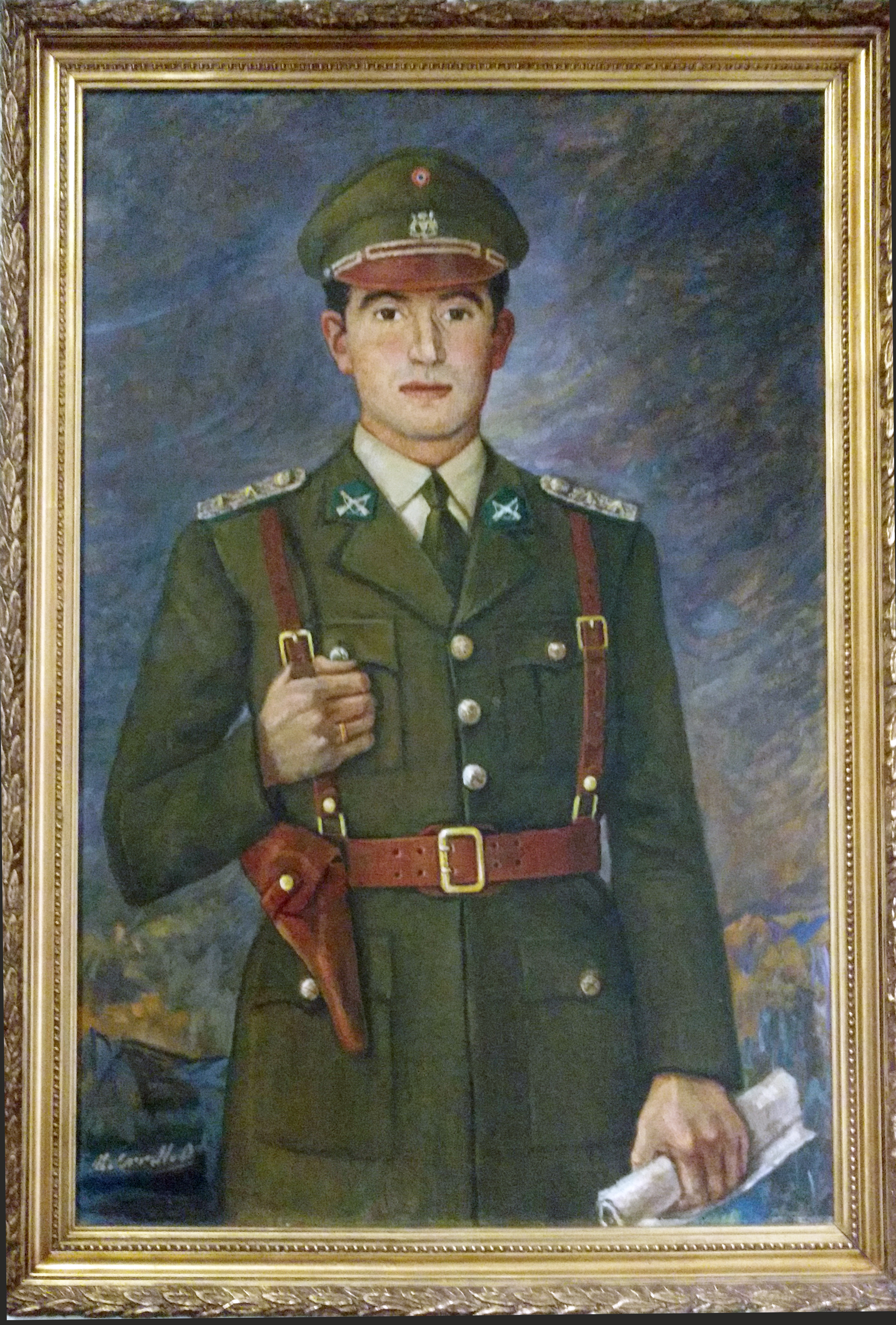
Cuadro de Hernán Merino

La zona entre el hito 62 en la ribera sur del lago O'Higgins/San Martín y el monte Fitz Roy, en la que se encuentra el lago del Desierto, fue objeto de un conflicto limítrofe entre Chile y la Argentina debido a la escasa información geográfica de la zona cuando se firmó el Tratado de 1881 entre Argentina y Chile. Este conflicto tuvo su clímax con la muerte del teniente chileno Hernán Merino en combate con Gendarmería Nacional Argentina en la zona de puesto Arbilla el 6 de noviembre de 1965. La disputa fue resuelta el 21 de octubre de 1994 por el fallo de un tribunal arbitral, que sentenció en favor de la argumentación argentina en una zona de 481 kilómetros cuadrados que se hallaba en disputa.
El fallo fue convalidado el 13 de octubre de 1995, cuando el mismo tribunal rechazó el pedido de reconsideración por parte de Chile.
El tribunal arbitral dispuso la colocación en el terreno de tres hitos por el perito geógrafo del tribunal (Rafael Mata Olmo) antes del 30 de enero de 1996.
Tras la resolución de la disputa el nombre laguna del Desierto continuó siendo usado en Chile aunque en Argentina se consolidó el de Lago del Desierto.